# Landkokerjuffer
De landkokerjuffer (Enoicyla pusilla) is een schietmot uit de familie Limnephilidae. De soort komt voor in het Palearctisch gebied.